# Miguel (cantante)
Miguel, pseudonimo di Miguel Jontel Pimentel (Los Angeles, 23 ottobre 1985), è un musicista e cantautore statunitense, attivo anche come produttore discografico e ballerino. Inizialmente legato alla Jive Records ma passato successivamente sotto il controllo della RCA Records, ha ottenuto il suo primo successo con il suo album di debutto. L'artista ha pubblicato 5 album del corso della sua carriera, ottenendo il plauso della critica e ricevendo paragoni con leggende come Babyface e Prince.

## Biografia

### Inizi (infanzia - 2009)
Figlio di una donna afroamericana e di un uomo ispanico, Miguel è cresciuto a San Pedro, sobborgo di Los Angeles.
Da bambino, il futuro artista si è avvicinato alla musica R&B grazie alla madre ed a funk, hip-hop e rock grazie al padre. L'artista ha iniziato ad occuparsi di produzioni musicali e registrando materiale in studio insieme ad altri ragazzi.
Miguel ha lasciato il gruppo soltanto nel 2000, l'artista ha provato ad entrare a far parte di un gruppo vocale gestito dalla Columbia Records. Fallito questo tentativo, Miguel entra a far parte di un'etichetta minore, la Black Ice Records. L'artista lavora un po' con loro su un album di debutto, per poi lasciare l'etichetta a causa di divergenze creative. Prima di lasciare l'etichetta, tuttavia, Miguel fa in tempo a pubblicare il singolo Getcha Hands Up.
Dopo aver prodotto altra musica per un anno, Miguel firma un contratto con la Jive Records. A questo punto, Miguel lavora sul suo album di debutto All I Want Is You. A causa di una denuncia della Black Ice Records, secondo cui il cantante non aveva tenuto fede agli oneri contrattuali, il progetto viene messo in stand by. Nel frattempo, tuttavia, Miguel ha comunque modo di lavorare con altri artisti Sony, tra cui il divo della musica R&B Usher.

### All I Want Is You,Kaleidoscope(2010 - 2013)
Risolte le controversie con la vecchia casa discografica, Miguel pubblica l'album All I Want Is You. L'album è inizialmente un flop commerciale in quanto la label, che è in procinto di fallire, non è in grado di promuoverlo. Quando però Miguel passa sotto il controllo della RCA Records a causa proprio del suddetto fallimento, la casa discografica lancia i singoli Sure Thing e Quickle: entrambi i brani diventano delle hit, e così l'album di diventa un discreto successo commerciale, vendendo circa 400 mila copie in madrepatria.
Ad agosto 2012, Miguel pubblica il singolo Adorn: il brano raggiunge la numero 17 della Billboard Hot 100, e così a ottobre dello stesso anno l'artista pubblica il suo secondo album Kaleidoscope. L'album debutta alla numero 1 della Billboard 200 con 71 000 copie vendute. Nei mesi successivi, Miguel collabora con Mariah Carey nel brano Beautiful, che viene certificato 2 volte platino in USA. Successivamente, il cantante si esibisce con Adorn durante i Billboard Music Awards 2013: durante la sua esibizione, il cantante salta sul pubblico, causando dei danni fisici a due donne.

### Earth Wind Fire,Wildheart(2013 - 2017)
Nel 2014 Miguel pubblica l'EP NWA.HollywoodDreams.Coffee, per la promozione del successivo progetto discografico. A tal proposito, l'artista pubblica il singolo Coffee nel maggio 2015, mentre l'album Wildheart viene pubblicato a giugno, supportato dal secondo singolo Waves, promosso anche attraverso il lancio di varie versioni alternative Il progetto frutta due nomination ai Grammy: Best Urban Contemporary Album e Best R&B Song con Coffee. Nello stesso periodo, l'artista realizza una cover di Crazy in Love di Beyoncé per la colonna sonora di 50 Sfumature di Nero. Nello stesso periodo, Miguel debutta come attore nel film La Legge Della Notte.
Nei mesi successivi, Miguel apre i concerti per Sia per poi partire per un tour da headliner. A dicembre 2017, l'artista pubblica il suo quarto album War & Leisure, definendolo il più politicamente impegnato della sua carriera. L'album è anticipato dai singoli Sky Walker e Told You So. Nello stesso periodo, Miguel interpreta il brano Remember Me per la colonna sonora del film Coco.

### Te lo die,Art Dealer Chic 4,successo diSure Thing(2019 - presente)
Nel 2018 Miguel collabora con il DJ Kygo nel singolo Remind Me To Forget. Nel 2019 Miguel collabora con Benny Blanco e Calvin Harris nel brano I Found You e pubblica l'EP in lingua spagnola Te Lo Dije. Sempre nel 2019, Miguel collabora con Alicia Keys nel singolo Show Me Love. A gennaio 2020, Miguel annuncia di essere al lavoro su un nuovo album durante un'intervista concessa a GQ. Il 9 ottobre 2020 l'artista pubblica il singolo Funeral insieme al relativo videoclip musicale. Nel 2021 pubblica l'EP Art Dealer Chic 4.
Tra 2022 e 2023, il singolo del 2011 Sure Thing ottiene una notevole popolarità su TikTok, diventando nei mesi successivi un notevole successo commerciale a livello globale.

## Vita privata
Nel 2018 Miguel ha sposato la modella Nazanin Mandi dopo 13 anni di relazione. Fin dagli esordi, l'artista si è esposto in molte occasioni come attivista per i diritti dei migranti, tanto da denunciare più volte presunti soprusi ed irregolarità avvenuti in strutture e carceri a loro destinati.

## Discografia

### Album in studio
- 2010 - All I Want Is You
- 2012 - Kaleidoscope Dream
- 2015 - Wildheart
- 2017 - War & Leisure

### EP
- 2012 - Kaleidoscope Dream: The Water Preview
- 2012 - iTunes Festival: London 2012
- 2012 - Kaleidoscope Dream: The Air Preview
- 2013 - Spotify Sessions London
- 2016 - Spotify Sessions
- 2019 - Te lo dije
- 2021 - Art Dealer Chic 4

### Mixtape
- 2012 - Art Dealer Chic, Vol. 1
- 2012 - Art Dealer Chic, Vol. 2
- 2012 - Art Dealer Chic, Vol. 3
- 2014 - Wild

### Singoli
- 2010 - All I Want Is You (feat. J. Cole)
- 2011 - Sure Thing
- 2011 - QuickieQuickie
- 2011 - Girls like You
- 2012 - Adorn
- 2012 - Do You...
- 2013 - How Many Drinks? (feat. Kendrick Lamar)
- 2015 - Coffee (feat. Wale)
- 2015 - Simple Things (feat. Chris Brown and Future)
- 2016 - Waves
- 2017 - 2 Lovin U (con DJ Premier)
- 2017 - Sky Walker (feat. Travis Scott)
- 2017 - Shockandawe
- 2017 - Told You So
- 2017 - Remember Me (feat. Natalia Lafourcade)
- 2020 - Funeral
- 2022 – Don't Forget My Love (Diplo con Miguel)

#### Come ospite
- 2011 – Lotus Flower Bomb (Wale featuring Miguel)
- 2011 – Slide Over (Baby Bash featuring Miguel)
- 2012 – Pride n Joy (Fat Joe featuring Kanye West, Miguel, Jadakiss, Mos Def, DJ Khaled, Roscoe Dash and Busta Rhymes)
- 2013 – Power Trip (J. Cole featuring Miguel)
- 2013 – #Beautiful (Mariah Carey featuring Miguel)
- 2013 – PrimeTimePrimeTime (Janelle Monáe featuring Miguel)
- 2014 – This Is Not a Game (The Chemical Brothers featuring Miguel and Lorde)
- 2014 – Good Lovin (Ludacris featuring Miguel)
- 2015 – Everyday (ASAP Rocky, featuring Miguel, Rod Stewart and Mark Ronson)
- 2016 – Weekend (Mac Miller featuring Miguel)
- 2016 – XPlicitXPlicit (French Montana featuring Miguel)
- 2016 – Come Through and Chill (Salaam Remi featuring Miguel)
- 2016 – Overtime (Schoolboy Q featuring Miguel and Justine Skye)
- 2017 – Lost in Your Light (Dua Lipa featuring Miguel)
- 2017 – Stay for It (RL Grime featuring Miguel)
- 2017 – Sunshine (Kyle featuting Miguel)
- 2017 – Backstage (OverDoz. featuting Miguel)
- 2017 – EmicidaEmicida (Oasis featuring Miguel)
- 2018 – Remind Me to Forget (Kygo featuring Miguel)
- 2019 – I Found You / Nilda's Story (Benny Blanco e Calvin Harris featuring Miguel)
- 2019 – Show Me Love (Alicia Keys featuring Miguel)
- 2025 - Sweet Dreams (J-Hope featuring Miguel)

## Riconoscimenti
- 2012 - BET Awards - Miglior collaborazione per Lotus Flower Bomb
- 2012 - Soul Train Music Awards - Miglior artista maschile R'n'B/Soul
- 2013 - BET Awards - Miglior artista maschile R'n'B
- 2013 - Grammy Awards 2013 - Miglior canzone R'n'B per Adorn
- 2013 - Soul Train Music Awards - Miglior artista maschile R'n'B/Soul

## Filmografia
- La legge della notte (Live by Night), regia di Ben Affleck (2016)
- Detroit, regia di Kathryn Bigelow (2017)